# Неелова, Александра Николаевна
Александра Николаевна Неелова — русская детская писательница и переводчица с немецкого и французского языков начала  XX века.

## Биография
Обстоятельства жизни не установлены. Крайние даты зафиксированного творчества: 1903—1914 годы. Поскольку все издания были осуществлены в петербургском издательстве Василия Губинского, то, позволительно предположить, что писательница и жила в Петербурге. Собственное творчество носило компилятивный характер.